# Anna Bochkoltz

Anna Bochkoltz. Stich gedruckt von Schott, Mainz o. j.

Anna Juliane Bochkoltz (auch Bochkoltz-Falconi) (geboren am 11. März 1815 in Trier; gestorben am 24. Dezember 1879 in Paris) war eine deutsche Sopranistin, Opernsängerin, Kammersängerin und Komponistin.

## Leben
Ihre Eltern waren der Notar Friedrich Damian Joseph Bochkoltz und Thecla Francisca Josepha, geb. Breuning.
Am 26. August 1824 waren ihr Onkel Johann Friedrich Joseph Bochkoltz und seine Frau Barbara, geb. Sauer Taufpaten bei den Geschwistern von Karl Marx. Anna Bochkoltz wurde Nanny mit Spitznamen genannt.
Von 1831 bis 1833 gab sie Zeichenunterricht an der Privatschule ihrer Mutter. Ihr erster Gesangslehrer soll Stephan Dunst gewesen sein (gestorben 1838 in Trier). Anna Bochkoltz hatte auch Kontakt mit Jenny von Westphalen, der späteren Ehefrau von Karl Marx.
1843 gab sie ihr erstes Konzert in Trier. 1844 studierte sie am Konservatorium in Brüssel und 1845 in Paris. Ein Jahr später wurde sie „Membre Solo de la Sociètè du Conservatoire de Paris“.
Sie gastierte als Konzertsängerin in Paris, London, Berlin und auch in Trier. In den 1850er Jahren gastierte sie auf den Opernbühnen in Wiesbaden, Frankfurt am Main, München und Coburg.

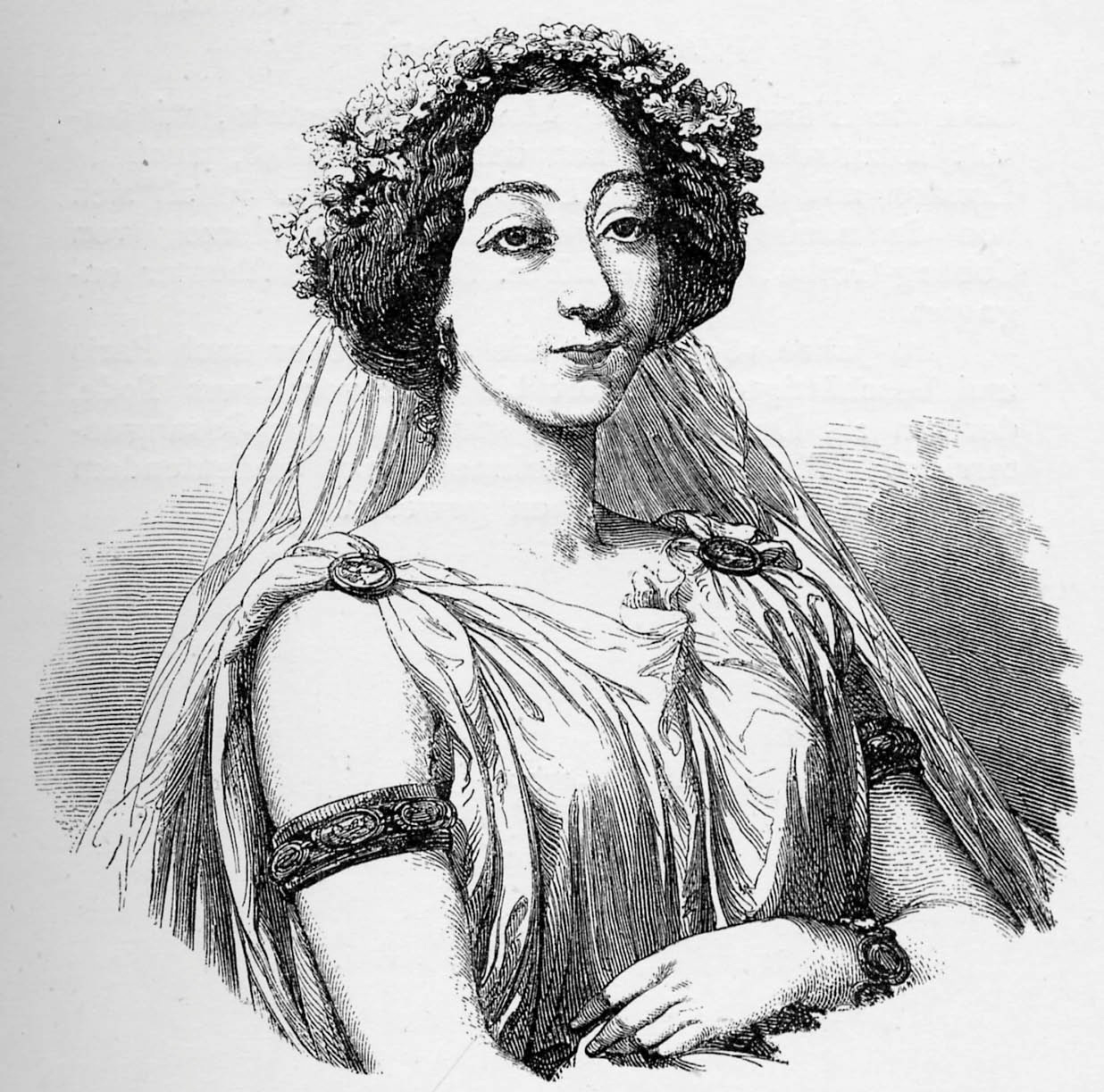
Anna Bochkoltz-Falconi

Von 1856 bis 1873 lebte sie in Wien und erteilte dort Gesangsunterricht. Schülerinnen bzw. Schüler waren Ottilie Ebner (1836–1920), Wilhelmine Raab (1848–1917), Ida Benza (1846–1889) und Hermann Rosenberg (1849–1911). In den letzten Lebensjahren lebte sie in Straßburg und Paris. Dort starb sie am 24. Dezember 1879 unverheiratet.
„Man hielt [sie…] allgemein für eine der bedeutendsten dramatischen Koloratursopranistinnen ihrer Generation in Deutschland. Zeitgenössische Berichte heben die Weite ihres Stimmumfangs hervor, "der vom kleinen Es bis zum dreigestrichenen C reichte. Ihre […] Glanzrollen waren die Donna Anna im Don Giovanni, die Leonore im Fidelio, die Titelheldin in Bellinis Norma und die Agathe im Freischütz.“

## Werke
- Morgenstunden des Sängers oder vollständige Studien für Tonbildung und Kehlfertigkeit. Ihren Schülerinnen gewidmet. C. A. Spina, Wien (1869).

### Kompositionen
- Abendlied. Gedicht von N. Lenau. B. Schott's Söhnen, Mainz 1845.Digitalisat
  - Abendlied. Gedicht von N. Lenau. Dem Prinzen von Moskowa gewidmet. 2te Folge der Lieder-Sammlung mit Piano-Forte Begleitung No. 184. Schott, Mainz, Antwerpen, Brüssel um 1846.
- Frühlings-Verkündigung von Heinrich Hoffmann. Für eine Singstimme mit Begleitung des Pianoforte. Breitkopf & Härtel, Leipzig 1846. Digitalisat
  - The spring-welcome. o. o. 1853.
  - Retour du printemps. Paroles françaises de Louis Danglas, d'après Hoffmann. J. Maho, Paris 1860. (=Six mélodies avec accompagnement de piano 6)
- Warnung vor dem Rhein. Gedicht von Carl Simrock. In Musik gesetzt für eine Singstimme mit Begleitung des Pianoforte. B. Schott's Söhnen, Mainz 1847.Digitalisat[9]
  - Ne vas [sic] pas sur les rives du Rhin. Paroles de Belanger, d'après Simrock. J. Maho, Paris 1860 (= Six mélodies avec accompagnement de piano 5)
- Geisterstimmen von Agnes Franz. Für eine Singstimme mit Begleitung des Pianoforte. Breitkopf & Härtel, Leipzig 1847. Digitalisat
- In der Ferne. Gedicht von M. v. François, In Musik gesetzt für eine Singstimme mit Begleitung des Pianoforte. B. Schott's Söhnen, Mainz 1847. Digitalisat
- Zwei Lieder mit Begleitung des Pianoforte. C. Simrock, Bonn 1847 Digitalisat[10].
- Zwei Lieder für Sopran mit Begleitung des Pianoforte. Ausgewählt. Glöggl, Wien 1855.[11]
- Lied von H. Heine. (Gesang, Klavier.). F. Glöggl, Wien o. J.
  - Un astre se détache. Paroles de Duesberg, d'après Heine. J. Maho, Paris 1860. (=Six mélodies avec accompagnement de piano 3)
- Chantons la chansonnette. Paroles de Duesberg, d'après Chamisso. J. Maho, Paris 1860. (=Six mélodies avec accompagnement de piano 4)

### Briefe
- An C. Raitz . o. O. 1. Januar 1851.[12]
- An Franz von Dingelstedt. Homburg, 17. September 1851.[13]
- An Franz von Dingelstedt. Homburg, 17. September 1851.[14]
- An Louis Spohr. Homburg, 19. September 1851.[15]
- An Jenny Marx. London, 3. Juli 1852.[16]
- An Franz Paul Lachner. London, 12. Juli 1852.[17]
- An Franz von Dingelstedt. Frankfurt am Main, 30. September 1852.[18]
- An Franz von Dingelstedt. Frankfurt am Main, ohne Datum.[19]
- An Henkel. Hamburg, 2. Oktober 1851.[20]
- An Franz von Dingelstedt. (Visitenkarte). München, 19. Oktober 1852.[21]
- An Franz von Dingelstedt. München, 21. Oktober 1852.[22]
- An Franz von Dingelstedt. München, 27. Oktober 1852.[23]
- An Franz von Dingelstedt. Berlin, 22. August 1853.[24]
- An Franz von Dingelstedt. Berlin, 30. August 1853.[25]
- An Franz von Dingelstedt. Berlin, 12. September 1853.[26]
- An [unbekannten Empfänger]. Coburg, 24. Mai 1854.[27]
- An Ernst Lampert. o. O., 24. September 1854.[28]
- An [unbekannten Empfänger]. Gotha, 26. März 1855.[29]
- An Benelli. Paris 15. Oktober 1856.[30]
- An Henkel. Frankfurt, 2. Februar 1859.[31]
- An [unbekannten Empfänger]. o. O., ohne Datum.[32]
- An [unbekannten Empfänger]. Wien, 25. Februar 1866.[33]
- An [unbekannten Empfänger]. o. O. 1866.[34]
- An Henkel. o. O., ohne Datum.[35]
- An Nicolaus Dumba. 6. April 1868.[36]
- An J. G. Cotta'sche Buchhandlung. Wien, 10. Juli 1870.[37]
- An J. G. Cotta'sche Buchhandlung. Baden-Baden, 22. September 1873.[38]

### Auftritte
- 1850 in Palermo[39]
- 1. November 1851 Auftritt in der Mailänder Scala. Giovanni Battista Pergolesi, Lo frate ’nnamorato.[40][41]
- 2. April 1854 Rolle in der Uraufführung der Oper Santa Chiara, die vom Herzog Ernst II. in Coburg komponiert worden war.[42]
- 15. April 1854 Thomaskirche, Leipzig[43]
- Dezember 1854 Erstaufführung von Richard Wagners Tannhäuser in Coburg. Sie sang die Elisabeth mit dem Tenor Julius Réer in der Titelrolle.[44]
- 21. Oktober 1852 in München Fidelio.[45]
- 4. Februar 1858 in Rotterdam.[46]
- 26. Februar 1859. Stadttheater Düsseldorf. Don Giovanni. „Gastspiel der herzogl. sächs. Kammersängerin Fräul. Bochkolz-Falkoni“.